# Monumento naturale Perda 'e Liana
Il monumento naturale Perda 'e Liana è un'area naturale protetta della Sardegna. Si trova nel territorio del comune di Gairo, in provincia di Nuoro. È stata istituita nel 1993 con un decreto dell'assessore regionale alla Difesa dell'ambiente.

## Territorio
Perda 'e Liana è un tacco calcareo sito a sud del Flumendosa, che separa il massiccio del Gennargentu dalla regione dei tacchi e dei tonneri, del territorio comunale di Gairo, Seui ed Ussassai. Si tratta di un imponente torrione risalente all'era Giurassica, formatosi a causa dell'erosione dell'acqua nel corso di milioni di anni. Con i suoi 1.293 m s.l.m. è anche il più elevato fra i tacchi dell'Ogliastra. Gli altri tacchi si ritrovano più a sud, a partire dal vicino monte Tonneri (il toponimo indica una lunga cresta rocciosa), fino ai tacchi di Isara, di Seui, Ussassai, Osini, Ulassai e Jerzu.
Vista la sua posizione geografica il tacco di Perda 'e Liana costituisce un riferimento geografico importante ed un simbolo dell'isola della Sardegna, visibile da grandi distanze e dominante il paesaggio del massiccio del Gennargentu trovandosi quasi allineato con il bordo settentrionale del monte Tonneri (Seui), col quale, in epoca geologicamente remota, si ritiene componesse un'unica formazione montagnosa. Perda 'e Liana ha la medesima origine geologica di tutti gli altri tacchi calcarei della zona insieme ai quali è il risultato di lunghe azioni erosive condotte dagli agenti climatici e persino dal mare. A testimoniare l'azione di questi processi erosivi, che hanno causato il crollo perimetrale di cospicue sezioni della struttura calcareo-dolomitica del tacco, restano enormi massi lungo le falde ed ai piedi della Perda 'e Liana.
Sul basamento, di forma troncoconica, posto sull'altopiano di Pranedda, sorge un imponente torrione, le cui pareti si ergono per circa 50 metri a partire dalla base troncoconica, per un diametro di circa un centinaio di metri.
La struttura calcareo-dolomitica terminale del torrione ha avuto origine nel Giurassico (130-150 milioni di anni fa), attraverso un lungo processo di sedimentazione in ambiente sottomarino. Tale storia geologica è testimoniata dalla presenza di numerosi fossili marini disseminati nel territorio. Il primato dello sviluppo più consistente dal punto di vista stratigrafico spetta alla zona alla base del blocco troncoconico del tacco, formato da scisti risalenti al paleozoico (360-500 milioni di anni fa).

## Flora e fauna

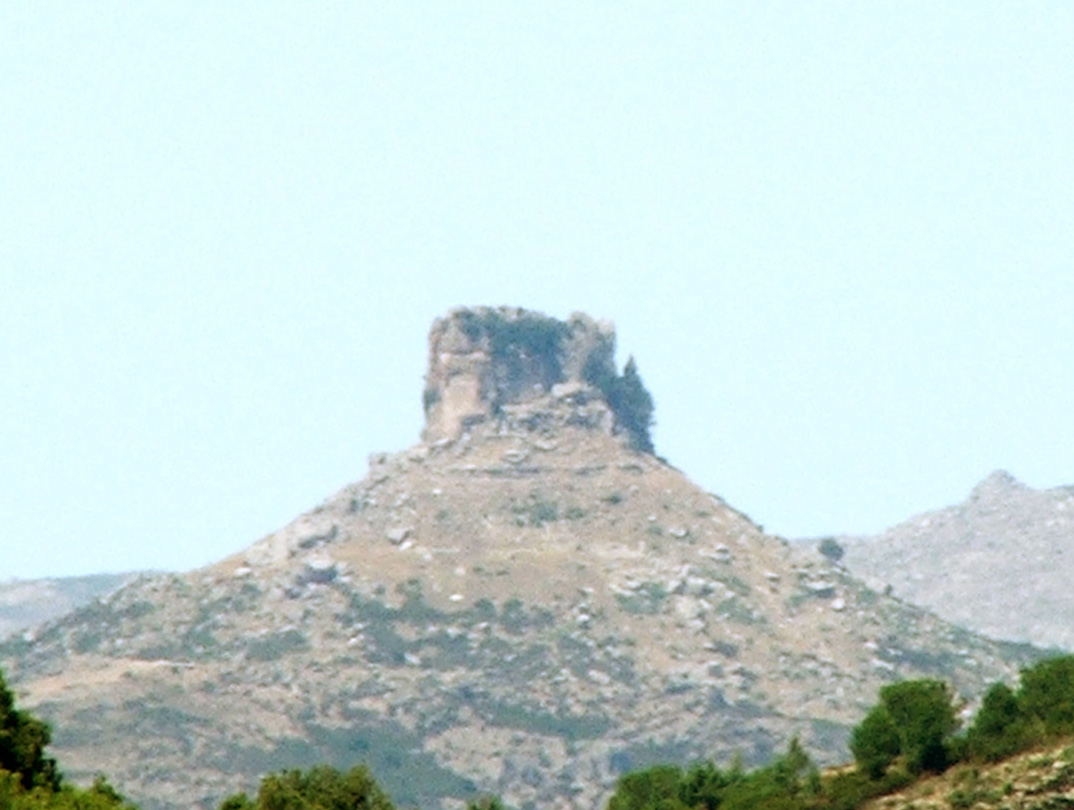
Il monte Perda Liana visto da punta Tricoli.

Per quanto concerne gli aspetti vegetazionali si può notare che, a causa del clima, dell'altitudine, ma soprattutto della conformazione del territorio, man mano che ci si avvicina alla vetta più alta di Perda è Liana le formazioni vegetali si diradano molto velocemente fino quasi a scomparire del tutto proprio a ridosso della base troncoconica della montagna, assumendo un aspetto steppico: prevalgono specie della macchia mesofila, ed il terreno è poco fertile ed, a tratti, intervallato dalla nuda roccia. La consistenza qualitativa della vegetazione, infine, appare quasi priva della componente arborea. Lo stato di degrado in cui il territorio si trova è causato dai frequenti incendi di natura dolosa che divampano nella stagione estiva, dalla continua ed incessante opera di disboscamento compiuta nei secoli scorsi e dall'eccessiva pressione dovuta al pascolo delle greggi, allevate allo stato brado. Questo ha portato alla sostituzione, in ampie aree, della vegetazione naturale con quella della gariga montana con arbusti di vario tipo.
Sulle pendici di Pranedda, la specie dominante è il cisto ma è anche possibile osservare la presenza di erbe aromatiche, come ad esempio il timo (Thymus herba-barona) ed il rosmarino (Rosmarinus officinalis), e gli arbusti tipici della macchia mediterranea come il corbezzolo (Arbutus unedo), la fillirea (Phillyrea angustifolia), il lentisco (Pistacia lentiscus) e l'erica (Erica arborea). Tra le specie arboree si trovano l'acero minore (Acer monspessulanum) ed il leccio (Quercus ilex). Altre specie vegetali caratteristiche sono la campanula di Forsyth (Campanula forsythii), l'issopo di Corsica (Micromeria filiformis), l'orchide maschia (Orchis mascula), l'ofride di Moris (Ophrys exaltata morisii), il ranno alpino (Rhamnus alpina), la sassifraga sardo-corsa (Saxifraga cervicornis) ed il sorbo montano (Sorbus aria).
Le specie animali più comuni sono il cinghiale (Sus scrofa), il muflone (Ovis musimon), l'aquila reale (Aquila chrysaetos), il gatto selvatico (Felis silvestris), il falco pellegrino (Falco peregrinus), la poiana (Buteo buteo), lo sparviero (Accipiter nisus), l'astore (Accipiter gentilis), il nibbio (Milvus milvus), il grifone (Gyps fulvus), l'avvoltoio monaco (Aegypius monachus), il gipeto (Gypaetus barbatus) ed il ghiro (Glis glis).

## Accessi
Si arriva alla punta Perda 'e Liana percorrendo la Strada Statale 198, da Seui in direzione di Ussassai, per poi immettersi in una strada secondaria che conduce alla montagna.

## Attività
Nella zona è possibile praticare l'escursionismo, preferibilmente con l'ausilio di una guida. È possibile percorrere una rete di sentieri, dotati di un sistema di segnalazione, che attraversano il territorio e che conducono fino alle pendici del monumento naturale.